# Мурниекс, Николай Янович
Николай Янович Мурниекс (латыш. Nikolajs Mūrnieks; 14 сентября 1904, Видземе, Лифляндская губерния, Российская империя — 27 апреля 1977, Рига, Латвийская ССР) — латвийский и советский режиссёр и актёр. Народный артист Латвийской ССР (1958). Лауреат Государственной премии Латвийской ССР.

## Биография
Окончил Первую Рижскую государственную гимназию.
В 1920—1922 годах учился в студиях Б. Скуениеце и Ю. Юровского (1922—1926), посещал семинары Михаила Чехова в Риге. Учился режиссуре в Московском театральном институте искусств. Занимался самообразованием.
Дебютировал на сцене «Интимного театра» в 1922 году. В 1927—1934 годах был актёром рижского Рабочего театра, где в 1934 дебютировал как режиссёр. В 1934—1936 годах — актёр латвийского Художественного театра и театра Дайлеса. С 1936 до 1968 года — актёр и режиссёр Лиепайского театра, в 1952—1958 гг. был там главным режиссёром и художественным руководителем театра.
В конце жизни тяжело болел. Похоронен на рижском Лесном кладбище на Холме художников.

## Творчество
Актёрское творчество Н. Мурниекс отличается чёткостью, рельефностью характеристик, острой выразительностью внешнего рисунка.
В постановках Н. Мурниекса красочное, темпераментное сценическое воплощение получила национальная драматургия.
В 1958 году стал Народным артистом Латвийской ССР, а также получил Государственную премию Латвийской ССР.

## Избранные постановки
- «Дни портных в Силмачах» Р. Блауманиса (1956),
- «Купальщица Сусанна» А. Упита (1953),
- «Сын рыбака» В. Лациса (1949),
- «Старое гнездо моряков» В. Лациса (1957) ,
- «Солдатская шинель» А. Григулиса (1956).

Ярким национальным колоритом отмечена монументальная постановка пьесы Райниса «Огонь и ночь» (1958), в которой Н. Мурниекс дал новую трактовку пьесы. Им поставлены также:
- Бешеные деньги" (А. Островского, 1948 и 1955),
- «Мещане» (М. Горького, 1951),
- «Егор Булычов и другие» М. Горького, 1952),
- «Много шума из ничего» (Шекспира, 1950),
- «Чайка» (Чехова, 1954);
- «Господин Пунтилла и его слуга Матти» Б. Брехта, 1962) и др.

## Избранные театральные роли
- барон Вольф («1905» А. Упита),
- Пеклеванов («Бронепоезд 14-69» В. Иванова)
- Платон Кречет («Платон Кречет» А. Корнейчука),
- Егор Булычов «Егор Булычов и другие» М. Горького.

## Избранная фильмография
Снимался в кино.
- 1967 — Когда дождь и ветер стучат в окно / Kad lietus un vēji sitas logā — Пилманис
- 1960 — Твоё счастье / Tava laime — Вадецкис
- 1960 — На пороге бури / Vētra — Штейнерт
- 1958 — Повесть о латышском стрелке / Latviešu strēlnieku stāsts — эпизод (нет в титрах)
- 1957 — Наурис / Nauris — Дзилна
- 1955 — К новому берегу / Uz jauno krastu — эпизод (нет в титрах)